# Cyclotrichium niveum
Cyclotrichium niveum là một loài thực vật có hoa trong họ Hoa môi. Loài này được (Boiss.) Manden. & Scheng. mô tả khoa học đầu tiên năm 1953.